# Gian Giacomo Bornini
Gian Giacomo Bornini (Saviore dell'Adamello, 1635 – Edolo, 29 ottobre 1700) è stato un pittore italiano.

## Biografia
Gian Giacomo era originario di Ponte, frazione di Saviore, in Val Camonica.
Era figlio di Tomaso Bornini, a sua volta "di Jacomo Bornini et Maria sua consorte"; il nonno nacque nel 1582 a Bienno, da una famiglia originaria di Borno, da cui il cognome.
Lavorò in Valcamonica e in Valtellina.
Viene indicato nelle guide turistiche con vari nomi: Gian Giacomo Gaioni detto il Bate, Bati, Batte, Boni - Bate, Borgnini, Borni, Rambotti.
Nel documento "Istoria del Forte et Antico Castello di Vione", del 1695, si cita "Gio. Giacomo Gajoni detto Bornibatte pittori di Saviore"

## Opere
Sue opere sono a:
- Novelle di Sellero, parrocchiale, Santi Giacomo, Rocco e Desiderio (1670)
- Vione, parrocchiale, Suffragio dei morti (1670)
- Breno, San Valentino, Decollazione del Battista (1673)
- Edolo, parrocchiale, Martirio di San Lorenzo (1664) e Madonna e Santi Antonio da Padova e Abate (1674)
- Berzo Inferiore, parrocchiale, Gesù Bambino e Santi Antonio Abate, da Padova e Gerolamo (1680) Madonna e Santi (1685)
- Borno, Oratorio di Sant'Antonio, Immacolata Concezione (1681)
- Capo di Ponte, canonica, Dodici Sibille (1690) e Ritratto del parroco Santo Aiardi (1698)
- Incudine, parrocchiale, Martirio di San Maurizio (1698)
- Pescarzo, parrocchiale Madonna e San Vito, Modesto e Crescenzia (1690)
- Chiuro, parrocchiale, Crocefissione